# Reynaldo Gonda Evangelista
Reynaldo Gonda Evangelista OFS (Mabini, 8 de maio de 1960) é um bispo católico filipino, atual bispo de Imus.

## Biografia
O Bispo Reynaldo Gonda Evangelista nasceu em San Jose, Mabini, Batangas, filho de Benjamin C. Evangelista e Rufina G. Gonda. Ele tem sete irmãos.
Evangelista frequentou a Escola Primária Anilao em Anilao, Batangas, depois a Escola Primária Central Mabini, e continuou seus estudos secundários no Seminário Menor St. Francis de Sales em Lipa. Entrou para o seminário em 1977, especializando-se em filosofia no Seminário Regional St. Francis de Sales em Brgy. Marawoy, Lipa. Formou-se em teologia em 1981 na Escola de Teologia St. Alphonsus em Lucena, Quezon.
Evangelista foi ordenado diácono em 26 de fevereiro de 1986, no Mosteiro do Carmelo de São José, na cidade de Lucena, por Ruben T. Profugo, Bispo de Lucena. Foi ordenado sacerdote em 19 de junho de 1986, na Catedral de São Sebastião de Lipa, por Mariano G. Gaviola, Arcebispo de Lipa. Após sua ordenação, ele fez aconselhamento pastoral em 1987 no Instituto de Verão da Universidade Ateneo de Manila. Viajou em 1998 para Roma, para frequentar o curso de Formação Seminária no Pontifício Ateneu Regina Apostolorum. Durante esses estudos, ele ingressou na Ordem Franciscana.
Ele ocupou os seguintes cargos: Professor, Diretor Espiritual, Vice-Reitor e depois Reitor do Seminário Menor de San Francesco Saverio (1986-1995); Reitor do Colégio Seminário Regional (1995-2000); Pároco da Paróquia San Guillermo e Diretor da Academia San Guillermo (2000-2004). Ao mesmo tempo, foi Diretor Espiritual da Comissão da Juventude, Membro do Colégio de Consultores e do Conselho Presbiteral.
Foi nomeado bispo de Boac por João Paulo II em 11 de dezembro de 2004. A sua ordenação episcopal decorreu a 26 de janeiro de 2005 e teve como ordenante principal o arcebispo Antonio Franco, núncio apostólico nas Filipinas, e como principais co-ordenantes o arcebispo Ramon Cabrera Argüelles, de Lipa, e o bispo Salvador Q. Quizon, auxiliar de Lipa. Ele foi empossado em 22 de fevereiro.
Na Conferência Episcopal das Filipinas, entre outras comissões, foi Presidente da Comissão para as Vocações.

A 8 de abril de 2013 foi nomeado bispo de Imus pelo Papa Francisco. Ele substituiu Dom Luis Antonio Tagle após sua posse como Arcebispo de Manila em dezembro de 2011 e foi empossado como o quinto Bispo de Imus em 5 de junho de 2013.